# Francisco Sánchez Jover
Pour les articles homonymes, voir Francisco Sánchez et Sánchez.
Francisco Sánchez Jover est un ancien joueur désormais entraîneur espagnol de volley-ball né le 24 avril 1960 à Murcie (région de Murcie). Il mesure 2,03 m et jouait central. Il totalise 380 sélections en équipe d'Espagne.

## Clubs

### Joueur
| Club             | De        | À         |
| ---------------- | --------- | --------- |
| Real Madrid      | 1978-1979 | 1980-1981 |
| Son Amar Palma   | 1981-1982 | 1983-1984 |
| Coronas-Cisneros | 1984-1985 | 1984-1985 |
| Son Amar Palma   | 1985-1986 | 1986-1987 |
| CV Calvo Sotelo  | 1987-1988 | 1994-1995 |

### Entraîneur
| Club            | De        | À         |
| --------------- | --------- | --------- |
| CV Calvo Sotelo | 1995-1996 | 1998-1999 |
| CV 7 islas      | 2011-2012 | ...       |

## Palmarès

### Joueur
- Coupe des Coupes
  - Finaliste : 1984
- Championnat d'Espagne (8)
  - Vainqueur : 1979, 1980, 1982, 1984, 1986, 1987, 1988, 1989
  - Finaliste : 1983, 1991
- Coupe du Roi (8)
  - Vainqueur : 1979, 1980, 1981, 1982, 1984, 1986, 1987, 1988
  - Finaliste : 1983, 1990
- Supercoupe du Roi (1)
  - Vainqueur : 1990

### Entraîneur
- Championnat d'Espagne
  - Finaliste : 1995, 1996, 1998, 1999
- Coupe du Roi (2)
  - Vainqueur : 1996, 1997
  - Finaliste : 1995